# عبد الله أباد يك (مشيز بردسير)
عبد الله أباد يك (بالإنجليزية: Abdollahabad-e Yek)‏ هي مستوطنة تقع في إيران في البلدة المركزية. يقدر عدد سكانها بـ 20 نسمة .